# 우즈베키스탄-투르크메니스탄 관계
우즈베키스탄-투르크메니스탄 관계는 인접한 투르크메니스탄과 우즈베키스탄 간의 관계를 의미한다. 우즈베키스탄은 아시가바트에 대사관을 두고 있고, 투르크메니스탄은 타슈켄트에 대사관을 두고 있다. 두 나라는 1991년 소련 붕괴되기 전까지 투르크멘 소비에트 사회주의 공화국과 우즈베크 소비에트 사회주의 공화국으로 소련의 종속 공화국이었다.

## 역사
타슈켄트에 있는 투르크메니스탄 대사관은 1996년에 개설되었다. 아시가바트에 있는 우즈베키스탄 대사관은 1995년에 개설되었다.

### 불화
1990년대 투르크메니스탄과 우즈베키스탄의 관계는 민족 갈등과 국경 통제가 주요 긴장 요인으로 작용하면서 매우 긴장감이 고조되었다. 전자의 경우 우즈베키스탄의 투르크멘인 소수민족과 투르크메니스탄의 우즈베크인 소수민족은 국가가 후원하는 차별을 받아왔지만, 고등 교육의 언어인 러시아어뿐만 아니라 상대국 언어에 대한 유창성이 부족한 경우가 많다.

#### 2002년 말의 관계
관계는 특히 2002년 11월, 투르크메니스탄 대통령 사파르무라트 니야조프 정부 하에서 악화되었다. 니야조프는 우즈베키스탄이 자신의 목숨을 건 시도를 후원한 책임이 있다고 비난했다. 그는 아시가바트 주재 우즈베키스탄 대사 압두라시드 카디로프가 쿠데타 지도자로 추정되는 보리스 시미라도우 전 외무장관을 지원했다고 비난했다.

#### 국경
투르크메니스탄과 우즈베키스탄은 2004년 5월 31일, 투르크메니스탄 외무부가 분쟁이 해결되었다는 성명을 발표할 때까지 상호 국경과 관련하여 심각한 "문제"를 겪었다. 최근 몇 년 동안 이 문제에 대한 관계는 더욱 개선되었으며, 국경의 완전한 경계 설정을 위한 작업이 계속되고 있다.

### 긍정적인 발전
2007년 10월, 이슬람 카리모프 대통령의 투르크메니스탄 국빈 방문과 2008년 3월, 구르반굴리 베르디무하메도프 신임 투르크메니스탄 대통령의 우즈베키스탄 국빈 방문은 투르크메니스탄-우즈베키스탄 관계의 긍정적인 발전에 중요한 단계가 되었다. 이후 베르디무하메도프와 카리모프 간의 만남 (특히 2012년 만남)은 관계 발전에 기여했다. 2016년 9월, 샵카트 미르지요예프가 우즈베키스탄 대통령이 되기 전까지 투르크메니스탄은 양국 관계가 좋은 유일한 중앙아시아 이웃 국가로 여겨졌다.

## 같이 보기
- 우즈베키스탄의 대외 관계
- 투르크메니스탄의 대외 관계